# Корінна Кортес
Корінна Кортес — данська науковиця, відома своїм внеском у машинне навчання. В даний час працює керівником Google Research у Нью-Йорку.[коли?] Отримала премію Канеллакіса за роботу з теоретичних основ методу опорних векторів.

## Походження та навчання
Корінна Кортес народилася в 1961 році в Данії. Вона отримала ступінь магістра в галузі фізики, закінчивши Копенгагенський університет у 1989 році.

## Наукова діяльність
У 1989 році Корінна Кортес почала працювати в лабораторії Белла як дослідниця і залишалася там близько десяти років. Вона отримала ступінь доктора філософії в галузі комп'ютерних наук в Університеті Рочестера в 1993 році.
Корінна Кортес в даний час є керівником Google Research в Нью-Йорку. Вона є членом редакційної колегії журналу «Машинознавство».
Дослідження Корінни Кортес охоплює широке коло тем у галузі машинного навчання, включаючи метод опорних векторів та інтелектуального аналізу даних. У 2008 році вона спільно з Володимиром Вапником отримали у Парижі премію Канеллакіса за розвиток високоефективного алгоритму керованого навчання, відома як метод опорних векторів (SVM).
Нині, SVM є одним з найчастіше використовуваних алгоритмів машинного навчання, який використовується в багатьох практичних додатках, включаючи медичну діагностику та прогноз погоди.

## Особисте життя
У Корінни Кортес є двоє дітей.